# جون مورتون (لاعب كرة قدم كندية، مواليد 1969)
جون مورتون (بالإنجليزية: John Morton)‏ هو مدرب رياضي ولاعب كرة قدم كندية أمريكي، ولد في 24 سبتمبر 1969 في أوبورن هيلز في الولايات المتحدة.